# Hungud
|  | Denne artikel er oprettet af botten Steenthbot ud fra en ekstern database. Den kan derfor have sproglige fejl eller mangler. Denne skabelon kan fjernes efter kontrol af indholdet. |

Hungud er en dansk filmskolefilm fra 2021 instrueret af Sara Hjort Ditlevsen.

## Handling
Den unge skulptør Sally er en passioneret kunstner, men hun venter stadig på at få gang i karrieren. Det er derfor en kæmpe chance, da hun bliver tilbudt en soloudstilling på det prominente kunstmuseum Hallerne. Hun mødes med sin kæreste Fabian. De er på vej til scanning på hospitalet og vi finder ud af, at hun har termin samtidig med udstillingen. Arbejdet med de tunge sten er for fysisk krævende, mens hun er gravid. Fabian er glad på hendes vegne, men forstår ikke hvordan hun kan være i tvivl - hvad er større end det at skabe liv? I sidste ende er det Sallys valg om hun vil gennemføre graviditeten eller takke ja til udstillingen og udleve sin passion.

## Medvirkende
- Sara Hjort Ditlevsen, Sally
- Cyron Melville, Fabian
- Solbjørg Højfeldt, Henriette Visti